# Гуаншуй
Гуаншу́й (кит. упр. 广水, пиньинь Guǎngshuǐ) — городской уезд городского округа Суйчжоу провинции Хубэй (КНР).

## История
Во времена южной империи Сун в этих местах был образован уезд Юнъян (永阳县). Во времена империи Лян в 536 году была образована область Инчжоу (应州), в состав которой вошли уезды Юнъян и Пинцзин (平靖县); власти области разместились в этих местах. Во времена империи Суй в 598 году уезд Юнъян был переименован в Иншань (应山县). В 606 году область Инчжоу была упразднена, а уезд Пинцзин был присоединён к уезду Иншань. После смены империи Суй на империю Тан область Инчжоу в 621 году была создана вновь, на этот раз в её состав вошли уезды Иншань и Лишань (礼山县). В 625 году область Инчжоу была снова упразднена, а уезд Лишань был присоединён к уезду Иншань.
В X веке территория уезда Иншань увеличилась вновь — за счёт части земель расформированного уезда Цзиян (吉阳县).
После монгольского завоевания и образования империи Юань уезд Иншань вошёл в состав области Суйчжоу (随州). После Синьхайской революции в Китае была проведена реформа структуры административного деления, в результате которой области были упразднены.
В 1949 году был образован Специальный район Сяогань (孝感专区), и уезд вошёл в его состав.
В 1959 году был упразднён Специальный район Сяогань, а входившие в его состав административные единицы перешли в подчинение властей города Ухань, но в 1961 году Специальный район Сяогань был воссоздан.
В 1970 году Специальный район Сяогань был переименован в Округ Сяогань (孝感地区).
В 1988 году уезд Иншань был расформирован, а на его месте был образован городской уезд Гуаншуй.
В 2000 году городской уезд Гуаншуй был передан из городского округа Сяогань в состав нового городского округа Суйчжоу.

## Административное деление
Городской уезд делится на 3 уличный комитета, 12 посёлков и 2 волости.